# しなの (列車)
しなのは、東海旅客鉄道（JR東海）および東日本旅客鉄道（JR東日本）が名古屋駅 - 長野駅間を中央本線・篠ノ井線・信越本線経由で運行する特別急行列車である。
本項では、名古屋駅 - 塩尻駅間（中央西線）で運転されていた優等列車についても記述する。

## 概要
「しなの」は、1953年（昭和28年）に名古屋駅 - 長野駅間で準急列車として運転を開始し、当初は毎日運転の不定期列車であったが、1956年（昭和31年）11月に定期列車化された。1959年（昭和34年）には新型車両を投入して急行列車に変更され、所要時間も1時間短縮されて4時間40分前後になった。1965年ごろには、中央西線でも特急列車を運転しても採算がとれるほどの需要があった。急勾配であるために高出力のエンジンを搭載した気動車の開発が必要だったので、キハ91形が試作されて試験が行われた。結果、高出力特急気動車のキハ181系が新製投入され、1968年（昭和43年）10月から特急列車化された。
1973年（昭和48年）5月に中央西線が電化されると、7月からは一部の列車に振り子式車両の381系電車が投入されて電車化が開始され、1975年（昭和50年）3月から全列車が電車で運転されるようになった。1995年（平成7年）からは制御付き自然振り子方式の383系電車が投入され、翌1996年（平成8年）12月1日には長野駅発着の定期列車は383系に統一された。
なお本列車は、JRグループの中で最後までエル特急を名乗った列車のひとつであった。
現在、名古屋市内と長野県内の主要停車駅間で回数券が発売されているほか、JR東海管内では、「しなの特急回数券」（名古屋駅 - 中津川駅間）が発売されている。2025年（令和7年）3月14日までは、JR東日本管内で「篠ノ井線特急料金回数券（旧：信州しなの料金回数券）」を持っている場合に、普通車自由席と普通車指定席の空席を利用出来た。
列車名は、長野県の大部分の国名である信濃国が由来となっている。

## 運行概況
2025年（令和7年）3月15日現在、定期列車は全て名古屋駅 - 長野駅間で13往復（名古屋発7時 - 19時台、長野発6時 - 19時台）運行されている。臨時列車では、松本駅発着の列車や大糸線白馬駅発着の列車が運転されることがある。定期列車の列車番号は基本的に1000M＋号数である。
長野県や岐阜県東部（中央本線中津川駅 - 塩尻駅間と篠ノ井線区間）の山間部を通過するため、山地の局地的な大雨のほか、冬季は積雪の影響で遅延することが多い。またそれ以外の時期でも、単線区間の行き違いや、塩尻駅での中央東線からの列車の接続待ちなどの影響により、数分の遅れが発生することが日常化している。なお、本列車群のみならず、追い越しなどの関係で大雨や積雪などとは直接の関係がない名古屋地区での中央線の快速列車と普通列車や、多治見駅で接続する太多線の列車、さらにはかつて大阪駅直通だった9・16号の場合は乗り入れ先の西日本旅客鉄道（JR西日本）アーバンネットワーク各線にまでもその遅れの余波が及ぶことが多かった。
2016年（平成28年）3月26日のダイヤ改正に伴い、大阪駅 - 名古屋駅間が廃止され、全列車が名古屋駅 - 長野駅間の運転になり、これにより旅客3社を直通する昼行列車は消滅した。主な理由としては、名古屋駅で東海道新幹線から乗り換える客の増加が挙げられる。441.2 kmを走破する当該列車の区間短縮により、2025年（令和7年）3月現在、最長の営業距離を持つJR定期昼行特急は「にちりんシーガイア」（博多駅 - 宮崎空港駅間、413.1 km）となっている。

### 停車駅
名古屋駅 -（金山駅）- 千種駅 - 多治見駅 -（恵那駅）- 中津川駅 -（南木曽駅）-（上松駅）- 木曽福島駅 - 塩尻駅 - 松本駅 -（明科駅）-（聖高原駅）- 篠ノ井駅 - 長野駅
- （　）内は一部の列車のみ停車[8]。
  - 金山駅：下り21・23・25号、上り2号が停車。
  - 恵那駅：下り3・13・25号、上り2・12・24号が停車。
  - 南木曽駅：下り1・7・17・25号、上り2・16・18・20号が停車。
  - 上松駅：下り1・25号、上り2・24号が停車。
  - 明科駅：下り1・15・19・23号、上り2・6・24・26号が停車。
  - 聖高原駅：下り21号、上り4号が停車。
- 中部国際空港の開港以前は、東海旅客鉄道東海鉄道事業本部管内における乗降客数が名古屋駅に次いで多い金山駅を、本列車群は全て通過していた。その後、中部国際空港方面などへの連絡も兼ねて、金山駅には2005年（平成17年）3月1日の改正で上下各1本のみ停車するようになり、現在は4本停車している。かつては中部国際空港方面へ自社の子会社であるJR東海バスが名古屋駅発着のリムジンバスを運行し、本列車群もこのリムジンバスとの連絡乗車券が発売されていたが、ライバルの名鉄特急の利便性および定時性に太刀打ち出来なかったことから、2006年（平成18年）9月にリムジンバス自体が廃止されている。
- 愛・地球博期間中は高蔵寺駅にも停車する列車（1日4往復）もあったが、終了後は全て通過になっている。
- 大阪駅発着の下り9号・上り16号が廃止される直前は、大阪駅 - 新大阪駅 - 京都駅 - 米原駅 - 岐阜駅 - 名古屋駅と停車していた。

白馬駅発着列車（臨時列車、大糸線内のみ記載）
松本駅 - 豊科駅 - 穂高駅 - 信濃大町駅 - 神城駅 - 白馬駅
- 過去に南小谷駅発だった時期があり、白馬大池駅・信濃森上駅にも停車していた[12]。

停車駅の詳細は以下の表を参照。
凡例
- ●：停車
- ─・←・→：通過（矢印は運転方向）

| 会社名          | 会社名                     | JR東海   | JR東海   | JR東海   | JR東海   | JR東海   | JR東海   | JR東海   | JR東海   | JR東海     | JR東海   | JR東日本 | JR東日本 | JR東日本 | JR東日本 | JR東日本 | JR東日本 | JR東日本 |
| 路線名          | 路線名                     | 中央本線 | 中央本線 | 中央本線 | 中央本線 | 中央本線 | 中央本線 | 中央本線 | 中央本線 | 中央本線   | 中央本線 | 篠ノ井線 | 篠ノ井線 | 篠ノ井線 | 篠ノ井線 | 篠ノ井線 | 信越本線 | 信越本線 |
| 運行本数        | 号数                       | 名古屋駅 | 金山駅   | 千種駅   | 多治見駅 | 恵那駅   | 中津川駅 | 南木曽駅 | 上松駅   | 木曽福島駅 | 塩尻駅   | 塩尻駅   | 松本駅   | 明科駅   | 聖高原駅 | 篠ノ井駅 | 篠ノ井駅 | 長野駅   |
| --------------- | -------------------------- | -------- | -------- | -------- | -------- | -------- | -------- | -------- | -------- | ---------- | -------- | -------- | -------- | -------- | -------- | -------- | -------- | -------- |
| 下り1本         | 1号                        | ●        | →        | ●        | ●        | →        | ●        | ●        | ●        | ●          | ●        | ●        | ●        | ●        | →        | ●        | ●        | ●        |
| 上り1本         | 2号                        | ●        | ●        | ●        | ●        | ●        | ●        | ●        | ●        | ●          | ●        | ●        | ●        | ●        | ←        | ●        | ●        | ●        |
| 下り2本 上り1本 | 3・13号 12号               | ●        | ─        | ●        | ●        | ●        | ●        | ─        | ─        | ●          | ●        | ●        | ●        | ─        | ─        | ●        | ●        | ●        |
| 上り1本         | 4号                        | ●        | ←        | ●        | ●        | ←        | ●        | ←        | ←        | ●          | ●        | ●        | ●        | ←        | ●        | ●        | ●        | ●        |
| 下り3本 上り4本 | 5・9・11号 8・10・14・22号 | ●        | ─        | ●        | ●        | ─        | ●        | ─        | ─        | ●          | ●        | ●        | ●        | ─        | ─        | ●        | ●        | ●        |
| 下り2本 上り2本 | 6・26号 15・19号           | ●        | ─        | ●        | ●        | ─        | ●        | ─        | ─        | ●          | ●        | ●        | ●        | ●        | ─        | ●        | ●        | ●        |
| 下り2本 上り3本 | 7・17号 16・18・20号       | ●        | ─        | ●        | ●        | ─        | ●        | ●        | ─        | ●          | ●        | ●        | ●        | ─        | ─        | ●        | ●        | ●        |
| 下り1本         | 21号                       | ●        | ●        | ●        | ●        | →        | ●        | →        | →        | ●          | ●        | ●        | ●        | →        | ●        | ●        | ●        | ●        |
| 下り1本         | 23号                       | ●        | →        | ●        | ●        | →        | ●        | →        | →        | ●          | ●        | ●        | ●        | ●        | →        | ●        | ●        | ●        |
| 上り1本         | 24号                       | ●        | ←        | ●        | ●        | ●        | ●        | ←        | ●        | ●          | ●        | ●        | ●        | ●        | ←        | ●        | ●        | ●        |
| 下り1本         | 25号                       | ●        | ●        | ●        | ●        | ●        | ●        | ●        | ●        | ●          | ●        | ●        | ●        | →        | →        | ●        | ●        | ●        |
| 停車本数        | 下り                       | 13       | 3        | 13       | 13       | 3        | 13       | 4        | 2        | 13         | 13       | 13       | 13       | 4        | 1        | 13       | 13       | 13       |
| 停車本数        | 上り                       | 13       | 1        | 13       | 13       | 3        | 13       | 4        | 2        | 13         | 13       | 13       | 13       | 4        | 1        | 13       | 13       | 13       |

### 使用車両・編成
中央本線を中心に急曲線が多いことから、制御付き自然振り子式車両の383系電車（JR東海神領車両区所属）が使用されている。かつて運行されていた大阪駅発着の列車では、東海道本線内において振り子式車両の運転が少なく、振り子式車両の車体傾斜に対応した架線の張り方ではないため、台車の振り子機能は使われなかった。JR西日本管轄区間では、新快速などとともに130 km/h運転を行っており、同社が運転する車両で唯一、左手ワンハンドル式マスコンの車両であった。消滅後、HC85系の運用開始により、左手ワンハンドル式マスコンの車両の運用が復活した。
383系電車は1995年から使用されており、6両編成での運転が基本で、長野方先頭車は非貫通・パノラマ型のグリーン車となっている。土休日や連休を中心に増結されることがあるが、増結用編成は長野方先頭車が貫通型グリーン車の4両編成と、普通車のみで長野方先頭車が貫通型の2両編成の2種類があり、最大10両編成で運転される。基本編成との走行距離の均一化を図るため、増結用編成のみ（4両+2両）の定期運用も組まれている。臨時列車には、増結用の4両編成のみの運用もあるが、2両編成単独で使用されることはなく、どの列車にもグリーン車が最低1両組み込まれている。
2022年（令和4年）3月11日まで、383系を使用する列車は「ワイドビューしなの」と案内・報道されることが多かったが、これは「ワイドビュー形車両を使用するしなの号」の意を表す通称であって、列車名は「（ワイドビュー）しなの」、または単に「しなの」と表記・呼称するのが正しく、これはほかの“ワイドビュー”の通称を持つ列車についても同様であった。
いずれの編成も、名古屋方先頭車は貫通型の普通車である。

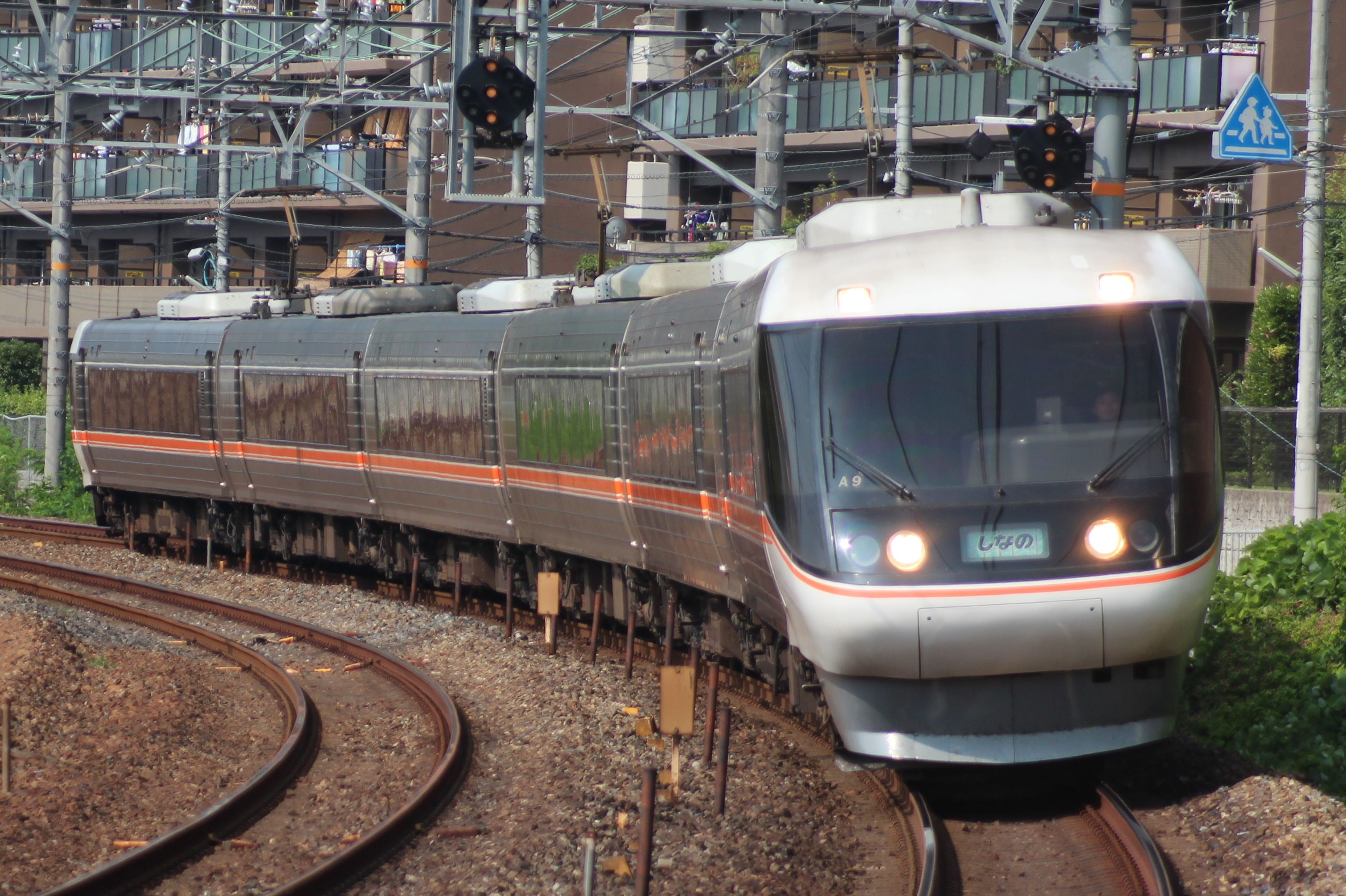
383系（非貫通型） （2012年9月13日）
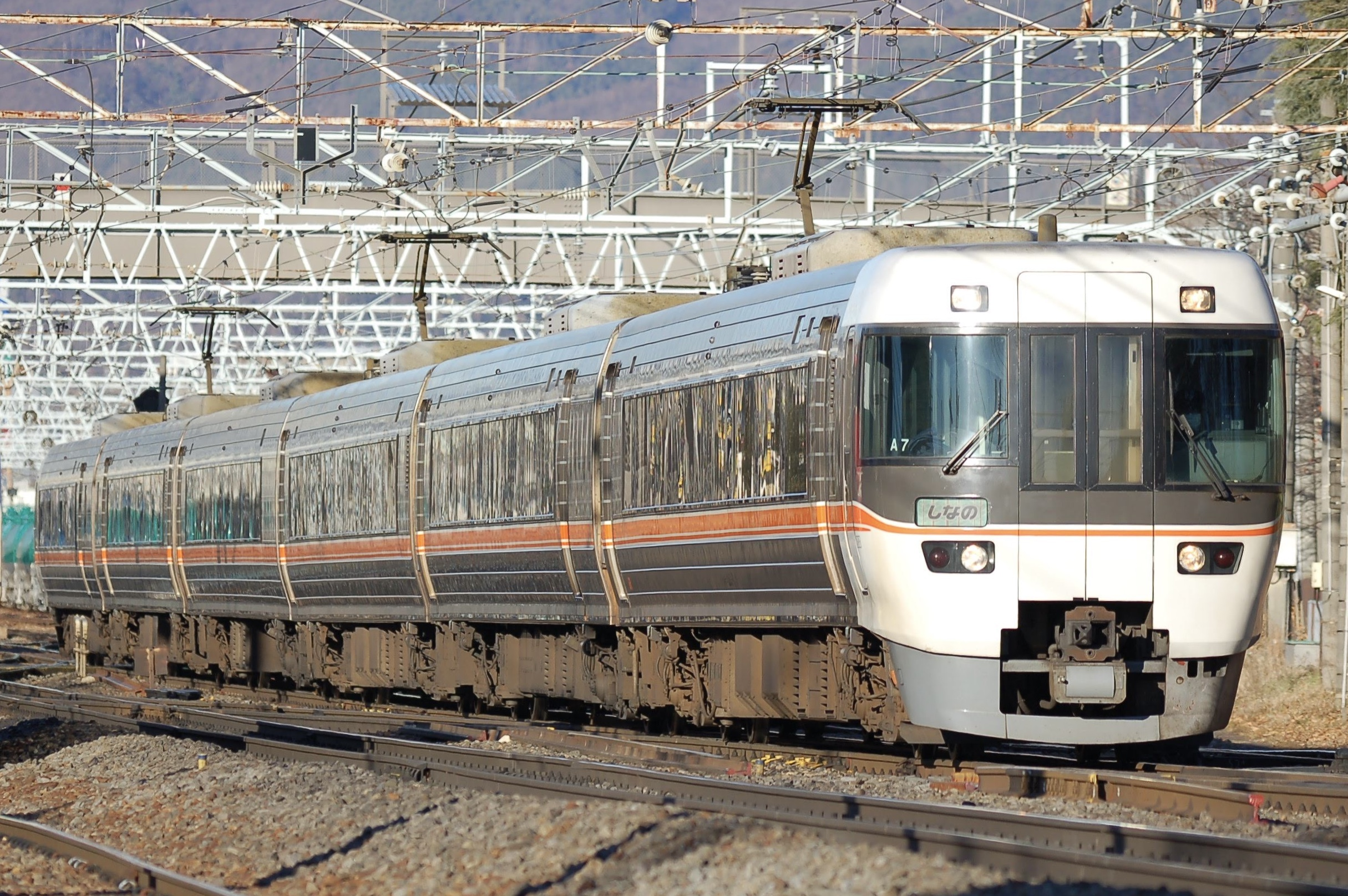
383系（貫通型） （2018年12月31日 南松本駅）

#### 号車番号について
号車は長野方先頭が1号車、名古屋方先頭が6・8・10号車となっており、名古屋駅での特急「ひだ」「南紀」、塩尻駅・松本駅での特急「あずさ」、長野駅での北陸新幹線「かがやき」「はくたか」「あさま」などとはホームで並んだ時に号車の向きが逆になっている。中央本線内では「ホームライナー」や過去に使用された313系8000番台は向きが「しなの」に合わせられているものの、後に投入された315系は名古屋寄りが1号車とされたため線内で逆転する形になった。
この要因としては1982年（昭和57年）5月の塩尻駅移転までは同駅でスイッチバックのため塩尻駅 - 長野駅間において進行方向が逆転していたことが挙げられる。当時は篠ノ井線塩尻駅 - 松本駅間で同走する同じ中央本線特急の「あずさ」と号車位置は同じだったが、スイッチバック解消後「しなの」は中央本線での号車番号が維持されたため逆転した。他にはJR東海への移管後381系電車の長野方の先頭車がパノラマグリーン車となり、誤乗防止のため1号車として固定されたのも一因である。後継の383系にもパノラマグリーン車は引き継がれ、増結編成は名古屋方に付けられるようになり編成の両数が変わっても1号車がグリーン車の原則は変わらないままとなっている。

#### 過去の使用車両
特急列車化された1968年（昭和43年）にキハ181系気動車が投入され、1973年（昭和48年）に中央本線中津川駅 - 塩尻駅間が電化されたことにより、381系電車の運用も開始し、1975年（昭和50年）まではキハ181系と381系の両方が使用されていた。キハ181系は食堂車が連結された10両編成で、電車運転を行う381系とサービス面で格差があったが、1975年（昭和50年）に全列車が381系に統一された。その後、1995年（平成7年）に383系が導入されて以降は381系の運用を減らし、1996年（平成8年）には臨時列車のみに使用されることになった。2008年（平成20年）5月に臨時列車における381系の運用も終了し、381系「しなの」は35年の歴史に終止符を打った。

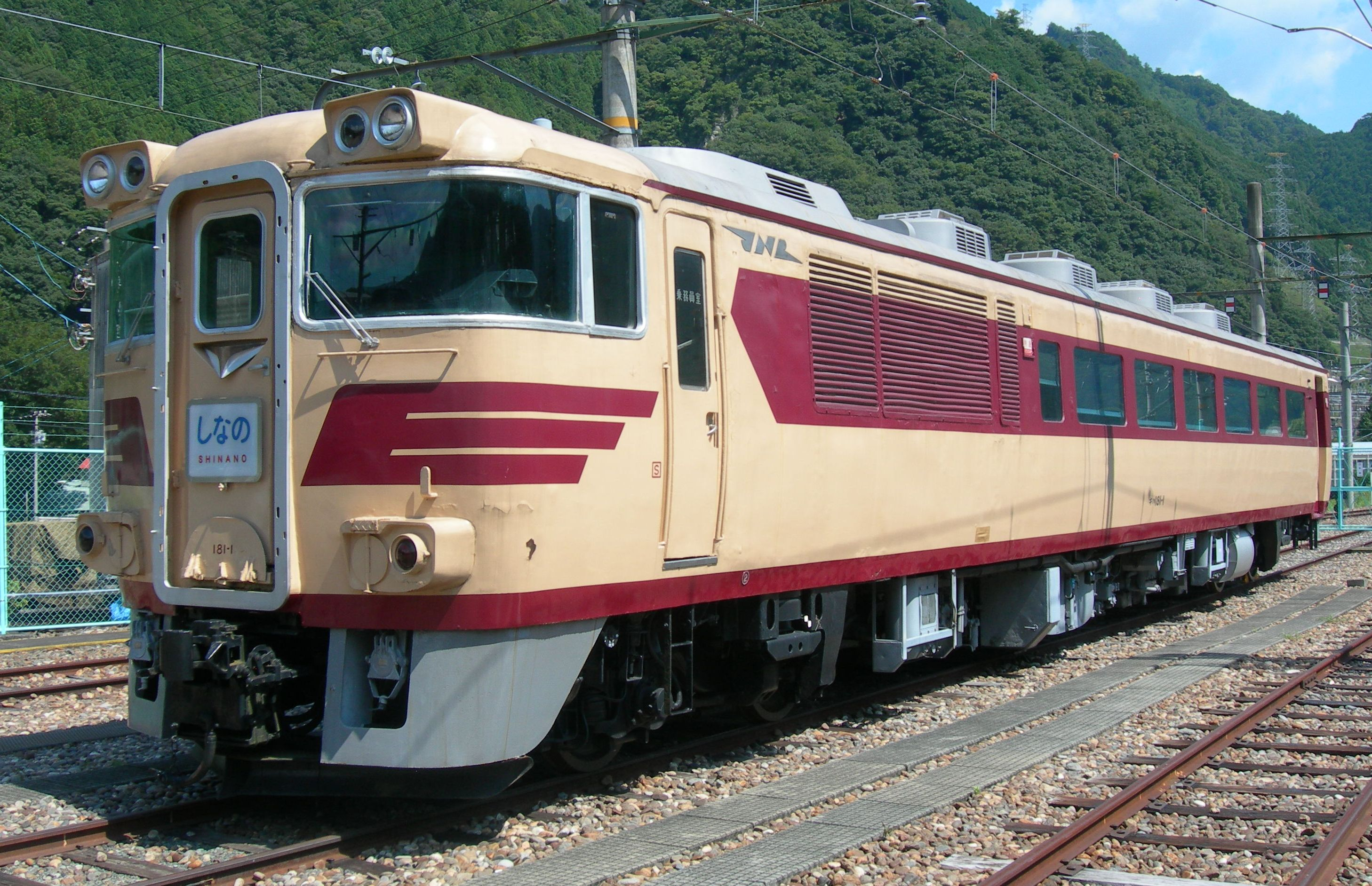
キハ181系 （2008年8月15日 佐久間レールパーク展示車両）
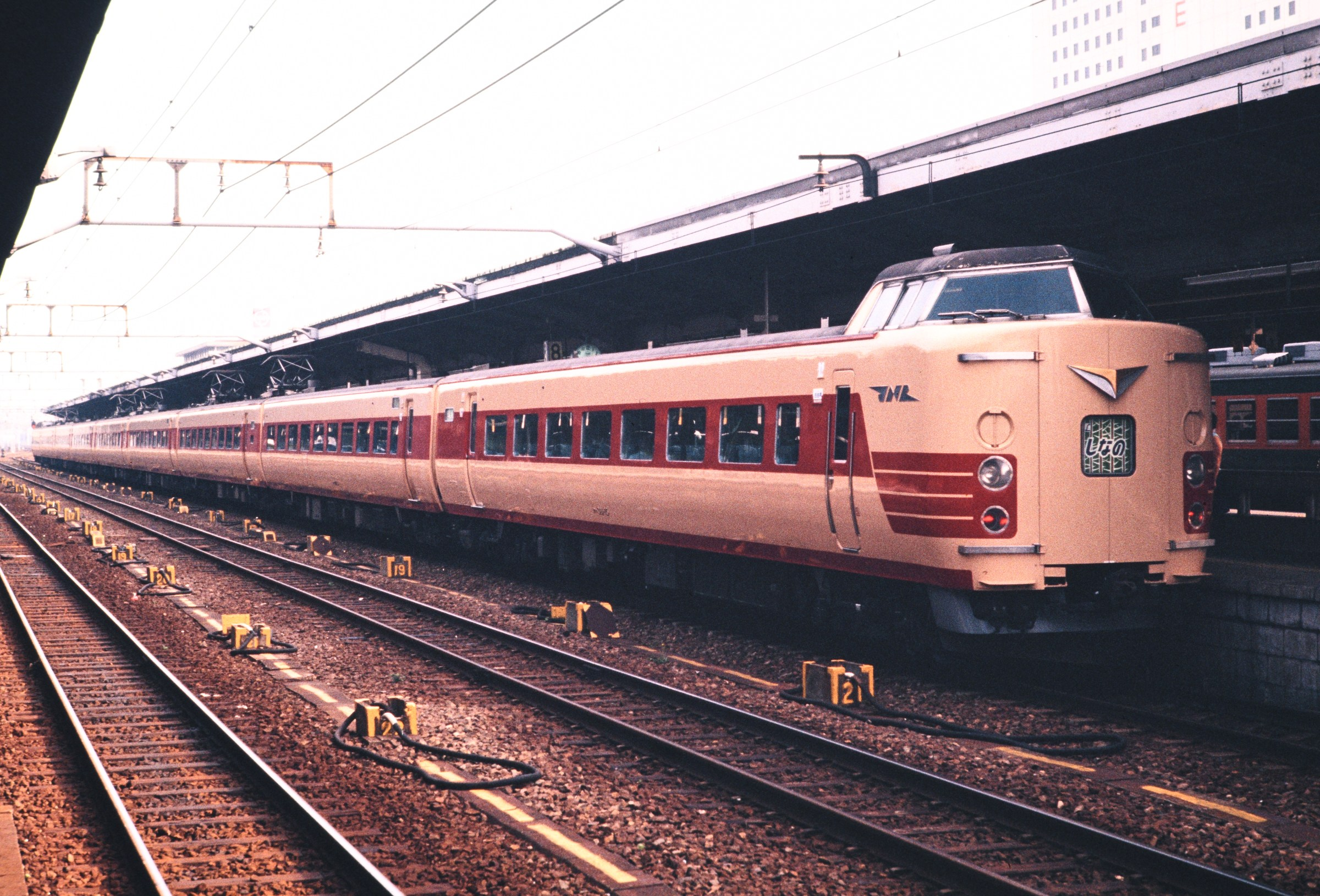
381系0番台 （1981年7月26日 名古屋駅）
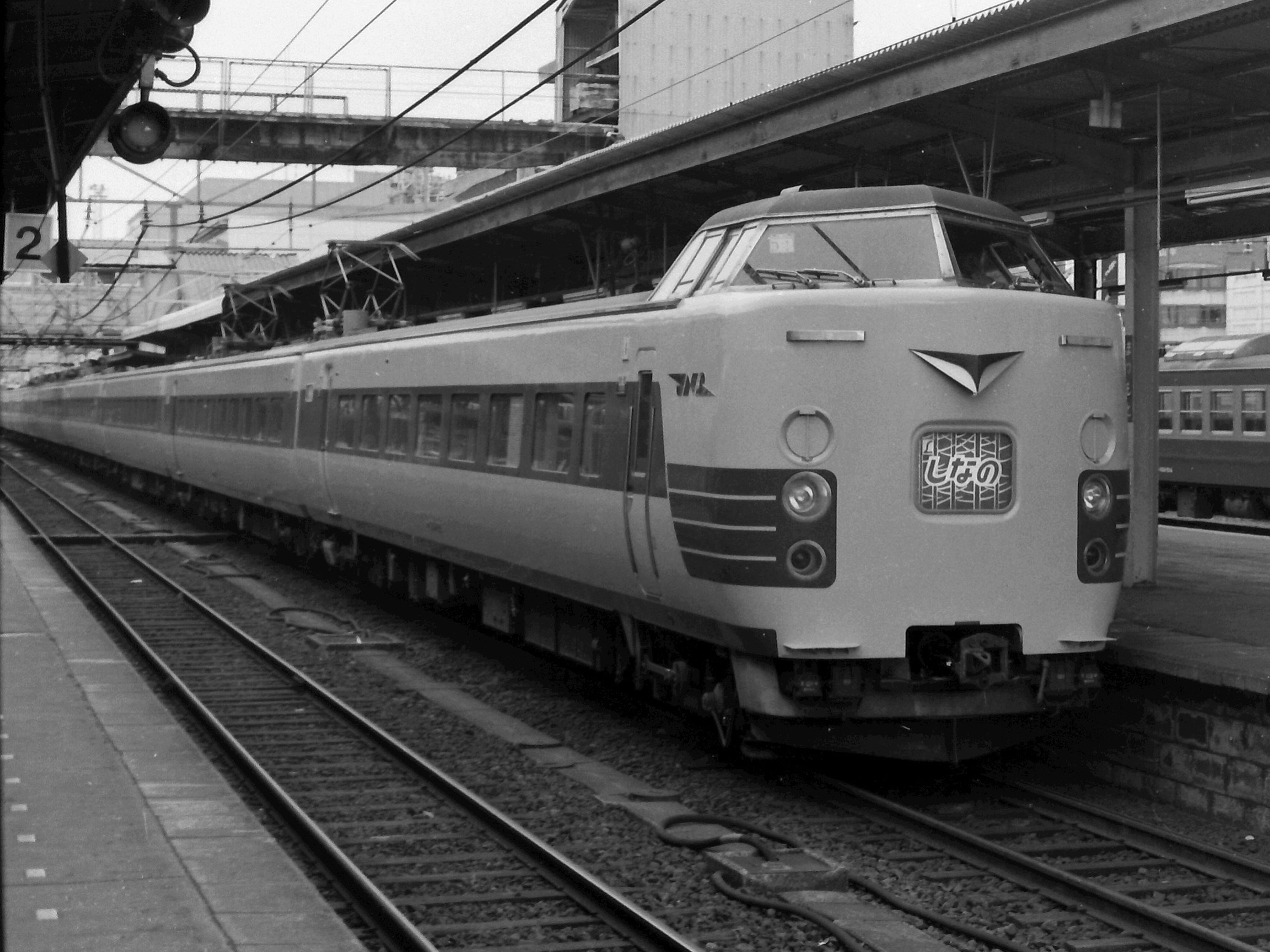
381系100番台 （1984年8月22日 松本駅）
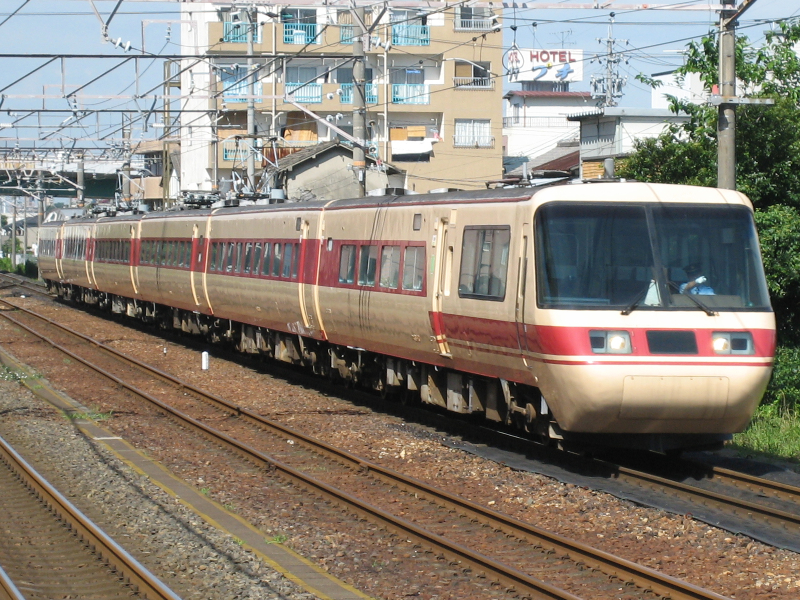
381系パノラマ編成 （2006年7月15日 春日井駅）

## 中央西線優等列車

### 概略

#### 赤倉
「赤倉」（あかくら）は1962年（昭和37年）に「きそ」の1往復と「あさま」を結ぶ形で名古屋駅 - 新潟駅間を急行列車として運行を開始した。登場時では5本目の急行列車であった。
運行区間が名古屋駅 - 長野駅 - 新潟駅間と北陸本線および東海道本線・上越線経由よりショートカットとなるため、他の中央西線急行群とは異なる異彩な1往復として存在した。
しかし、1973年（昭和48年）の運行区間全区間電化完成時、165系が工面できなかったため電車化ができず、「全区間架線下でのディーゼル急行」としても著名な列車となった。電車化したのは1982年（昭和57年）のことで「赤倉」以外すでに中央西線の優等列車はエル特急「しなの」化されており、1985年（昭和60年）に名古屋駅 - 松本駅間を廃止。以降「南越後」（みなみえちご）の総称名称で長野駅 - 新潟駅間の急行として運行された。
1982年11月15日ダイヤ改正時の停車駅
名古屋駅 - 千種駅 - 春日井駅 - 多治見駅 - 土岐市駅 - 瑞浪駅 - 恵那駅 - 中津川駅 - 坂下駅 - 南木曽駅 - 上松駅 - 木曽福島駅 - 藪原駅 - 塩尻駅 - 松本駅 - 聖高原駅 - 篠ノ井駅 - 長野駅 - 豊野駅 - 黒姫駅 - 妙高高原駅 - 新井駅 - 高田駅 - 直江津駅 - 柿崎駅 - 柏崎駅 - 長岡駅 - 見附駅 - 東三条駅 - 加茂駅 - 新津駅 - 新潟駅
列車名は、新潟県妙高市の赤倉温泉が由来となっている。

#### きそ
中央西線で最初の優等列車として、1947年6月に名古屋駅 - 松本駅間で運転を開始した準急列車である。夜行列車として設定され、ビジネス客や観光客からの人気が高く、1958年（昭和33年）から1961年（昭和36年）にかけて増発されている。増発分の列車は1962年（昭和37年）までに「赤倉」や「きそこま」・「おんたけ」に分離されて、1往復のまま1966年（昭和41年）に急行列車化された。1968年（昭和43年）10月に中央西線の急行列車の統一により「きそ」に統合されて一挙に7.5往復にまで増加した。
1972年（昭和47年）からは下り列車の一部が直江津駅まで普通列車として直通運転が行われ、1973年（昭和48年）に名古屋駅 - 塩尻駅間の電化が完成すると「きそ」の削減が始まり、1982年（昭和57年）11月には1.5往復にまで減少して1985年（昭和60年）3月に廃止された。1998年（平成10年）開催の長野オリンピックに合わせ、1往復運転された。
列車名は、長野県南西部の木曽地域が由来となっている。
1978年10月2日改正時の停車駅
名古屋駅 - 千種駅 - 多治見駅 - 恵那駅 - 中津川駅 - （坂下駅）- 南木曽駅 -（野尻駅）-（須原駅）- 上松駅 - 木曽福島駅 -（原野駅）-（宮ノ越駅）-（藪原駅）-（奈良井駅）-（木曽平沢駅）- 塩尻駅 - 松本駅 -（明科駅）-（聖高原駅）- 篠ノ井駅 - 長野駅
- （）内は一部停車。

#### きそこま
「きそこま」は木曽地域から長野市への利用客の不便を解消するために、運転を開始した列車で1962年（昭和37年）12月に準急列車として運転を開始した。当初は下り列車のみであったが、1966年（昭和41年）3月に急行列車化され、同年10月から1年間は上り列車も運転されていた。
1968年（昭和43年）10月に中央西線の急行列車の統一により「きそ」に統合された。
列車名は、木曽山脈（中央アルプス）の最高峰である木曽駒ヶ岳の通称から。

#### つがいけ
「つがいけ」は名古屋と大糸線沿線を結ぶ不定期列車として1966年（昭和41年）10月に名古屋駅 - 信濃森上駅間で運転を開始。
1968年（昭和43年）10月に中央西線の急行列車の統一により「きそ」に統合されたが、「つがいけ」の人気は高く1970年（昭和45年）7月に再び名古屋駅 - 南小谷駅間で不定期列車であるが「つがいけ」1往復が運転開始され、翌年1971年（昭和46年）には2往復に増発された。
1973年（昭和43年）に「つがいけ」の1往復に165系を投入して定期列車化され、グリーン車も連結されるようになったものの、1982年（昭和57年）11月に廃止された。
列車名は、長野県北安曇郡小谷村に広がる栂池高原が由来となっている。
1978年10月2日ダイヤ改正時の停車駅
名古屋駅 - 千種駅 - 春日井駅 - 多治見駅 - 土岐市駅 - 恵那駅 - 中津川駅 - 坂下駅 - 南木曽駅 -（野尻駅）-〈須原駅〉- 上松駅 - 木曽福島駅 - 藪原駅 -（奈良井駅）- 塩尻駅 - 松本駅 - 豊科駅 -〈穂高駅〉- 有明駅 - 信濃大町駅 -（この間各駅停車）- 南小谷駅
- 野尻駅と奈良井駅は下り、須原駅と穂高駅は上りのみが停車。

#### 信州
名古屋駅 - 長野駅間で1961年（昭和36年）10月から1966年（昭和41年）3月まで運転されていた急行列車で、1961年（昭和26年）10月に「しなの」の姉妹列車として運転されていた。1963年（昭和38年）10月に「しなの」に統合されて廃止。名称は信越本線系統の急行列車に転用された。
その後、2023年（令和5年）3月改正より、松本駅 - 長野駅間（下りのみ塩尻駅始発）の特急として「信州」の名称が復活。E353系付属編成を使用し、平日のみ運行されている。

### 沿革

#### 戦後の展開
- 1950年（昭和25年）10月：名古屋駅 - 長野駅間の夜行準急801・802列車が805・806列車に変更。
- 1953年（昭和28年）11月11日：名古屋駅 - 長野駅間で準急「しなの」が運転開始。
- 1954年（昭和29年）：準急「きそ」の一部の車両が名古屋駅 - 新宿駅間を直通運転。
- 1959年（昭和34年）
  - 9月22日：夜行準急に「きそ」の列車名が付与される。
  - 12月13日：「しなの」にキハ55系気動車が投入され、急行列車に変更。
- 1961年（昭和36年）
  - 3月1日：不定期列車の「きそ」が1往復増発され、3往復になる。
  - 10月1日：ダイヤ改正により、次のように変更。
    1. 「きそ」の塩尻駅 - 新宿駅間が廃止。
    2. 「きそ」の1往復が「おんたけ」に改称され、2往復になる。
    3. 名古屋駅 - 長野駅間で急行「あずみ」が運転開始。
    4. 「しなの」にキハ58系気動車が投入。
    5. 名古屋駅 - 長野駅間を運行する急行列車として「信州」（しんしゅう）の名称が与えられる。
- 1962年（昭和37年）12月1日：ダイヤ改正により次のように変更。
  1. 名古屋駅 - 新潟駅間（長野駅経由）で急行「赤倉」（あかくら）、多治見駅 - 長野駅間で準急「きそこま」が運転開始。
  2. 「きそ」は1往復になる。
- 1963年（昭和38年）10月1日：「信州」が「しなの」に統合されて廃止され、「しなの」は2往復になる。
- 1964年（昭和39年）12月1日：「きそこま」が急行列車化。
- 1965年（昭和40年）：1974年までの毎年（1966年・1972年を除く）、夏の臨時列車として名古屋駅 - 茅野駅および小淵沢駅間の東西直通ダイヤが設定される。その中には小海線・飯田線直通列車もあった。
- 1966年（昭和41年）3月5日：ダイヤ改正により、次のように変更。
  1. 「きそ」が急行列車化。
  2. 「しなの」が1往復増発され3往復になる。
  3. 「きそこま」に長野発中津川行きの列車が増発され、1往復になる。
  4. 名古屋駅 - 信濃森上駅間で「つがいけ」が運転開始。
- 1967年（昭和42年）10月1日：ダイヤ改正により、次のように変更。
  1. 「きそこま」の長野発中津川行きの列車が「しなの」に統合され、多治見発長野行きの運転になる。これにより「しなの」が1往復増発され、4往復になる。
  2. 「しなの」にキハ91形が投入される。

#### 特急「しなの」設定後
- 1968年（昭和43年）10月1日：ヨンサントオと称されるダイヤ改正に伴い、以下のように変更。
  1. 「しなの」にキハ181系気動車が投入され特急列車化。停車駅は、多治見駅・中津川駅・木曽福島駅・塩尻駅・松本駅となる。
  2. 新潟駅発着の「赤倉」を除き、中央西線の急行列車を「きそ」に統一、「きそ」は8.5往復になる。
- 1971年（昭和46年）4月26日：大阪駅 - 長野駅間の急行「ちくま」の昼行列車が「しなの」に統合され、「しなの」は3往復になる（大阪発着「しなの」運転開始）。大阪発着「しなの」停車駅は、京都駅・米原駅・岐阜駅・名古屋駅・木曽福島駅・塩尻駅・松本駅となり、多治見駅・中津川駅は通過となる。名古屋駅 - 信濃大町駅間で季節列車として急行「つがいけ」が運転開始。
- 1973年（昭和48年）
  - 7月10日：名古屋駅 - 塩尻駅間の電化によるダイヤ改正により、次のように変更。
    1. 「しなの」の一部列車にの381系電車を投入。2往復のみはキハ181系気動車で残される。
    2. 「しなの」が5往復増発されて8往復になる。8往復中、2往復は恵那駅が新たな停車駅となり、一方で中津川駅は通過となる。
    3. 「きそ」の2往復に165系電車を投入。
    4. 「つがいけ」1往復に電車が投入され、定期列車となる。

  - 10月：「しなの」に自由席が設置され、エル特急となる。キハ181系「しなの」の食堂車連結を中止。
- 1975年（昭和50年）3月10日：「しなの」全列車が381系電車で運転されるようになる。
- 1976年（昭和51年） - 1977年（昭和52年）：東海道新幹線のリフレッシュ（日中の大規模保線）工事実施日に、大阪駅 - 名古屋駅間で代替のため、「しなの」の停車駅が増加。
- 1978年（昭和53年）10月2日：「しなの」が1往復増発され、9往復になる。一部列車の南木曽駅・上松駅・篠ノ井駅の停車開始。
- 1982年（昭和57年）
  - 5月17日：塩尻駅が松本寄りに移転し中央西線と篠ノ井線が直通化され、当駅での方向転換が解消される。
  - 11月15日：ダイヤ改正により、次のように変更（1982年11月15日国鉄ダイヤ改正）。

  1. 「つがいけ」が特急列車化され、「しなの」に統合されて廃止。「しなの」は名古屋駅 - 白馬駅間の1往復が増発され、10往復になる。一部列車の千種駅・聖高原駅の停車開始。
  2. 「赤倉」に電車が投入される。
- 1985年（昭和60年）3月14日：ダイヤ改正により、次のように変更（1985年3月14日国鉄ダイヤ改正）。
  1. 「きそ」が廃止。
  2. 「赤倉」の運転区間を松本駅 - 新潟駅間に変更し、列車名を「南越後」（みなみえちご）と変更する。
  3. 千種駅に全列車が停車。
  4. 1往復が妙高高原駅まで臨時延長運転される。
- 1986年（昭和61年）7月19日・20日：急行「たてしな」が臨時列車として名古屋駅 - 小淵沢駅間を169系8両編成で運転。

#### 国鉄分割民営化後

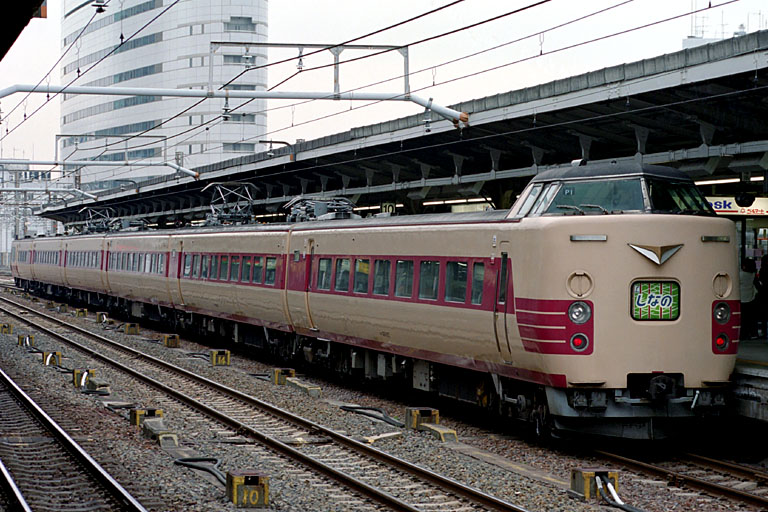
381系による臨時「しなの」

- 1988年（昭和63年）3月13日：ダイヤ改正により、次のように変更。
  1. 「しなの」にパノラマ型グリーン車を連結した381系が運転開始。
  2. 「しなの」が6往復増発されて、16往復になる（このうち3往復は不定期列車）[17]。
  3. 米原駅が停車駅に加わる。
- 1995年（平成7年）4月29日：ワイドビュー車両383系電車による臨時列車が運転開始[14]。
- 1996年（平成8年）12月1日：長野駅発着列車が383系に置き換えられ[18]、383系を使用する列車は市販の時刻表上では「（ワイドビュー）しなの」として区別される。名古屋駅 - 長野駅間を最短2時間43分で運転。381系は臨時列車として運転されるようになる。新大阪駅が停車駅に加わる。
- 1997年（平成9年）10月1日：長野新幹線（北陸新幹線先行区間）開業と在来線特急「あさま」・「白山」の廃止、在来線区間（軽井沢駅 - 篠ノ井駅間）のしなの鉄道への移管等に伴い篠ノ井駅と中津川駅が全列車停車駅になる[19]。また、名古屋駅の発車時刻が毎時00分に統一される[19]。

#### 2000年代以降の動き
- 2001年（平成13年）9月8日・9日・15日・16日：臨時特急「あずさ木曽号」が、183系9両編成により東京駅（8時18分発）→ 上松駅（12時46分着）間で運転される。中央本線の特急列車として、また国鉄分割民営化後初の東西直通運転となる。
- 2003年（平成15年）10月1日：急行「ちくま」が臨時列車に変更。
- 2005年（平成17年）3月1日：金山駅に上りの早朝1本・下りの夜1本のみが停車する。また3月25日 - 9月25日の間は2005年日本国際博覧会（愛知万博）開催に伴い、会場最寄り駅に近い高蔵寺駅に4往復が停車。
- 2007年（平成19年）
  - 3月18日：ダイヤ改正により、金山駅の停車列車が下り1本から3本になる。また、禁煙車が増え、喫煙車は指定席車1両になる。
  - 7月：毎週金曜日松本駅行き、毎週土曜日松本発の臨時91・92号が設定される。車両はグリーン車を含む増結用4両編成で、全席禁煙車で運転。
- 2008年（平成20年）
  - 3月15日：ダイヤ改正により、名古屋駅を17時以降に発車する列車の時刻が変更され、17時から19時まで40分発になる。また、車掌が車内放送で、姨捨駅付近にて日本三大車窓に数えられる善光寺平の景色と姨捨駅の通過時刻について説明をするようになった。ただし、寝覚の床の説明はこれ以前からあった。
  - 5月6日：白馬駅発着の臨時81・84号の運転をもって、381系が運用から全て離脱。
- 2009年（平成21年）
  - 3月14日：ダイヤ改正により、13号が千種駅・多治見駅に停車するようになる。
  - 6月1日：全車禁煙になる[20]。
- 2010年（平成22年）12月4日：特急「いなほ」の運転区間短縮により、「しなの」16号が在来線定期昼行特急列車最長距離になる[注 4]。
- 2012年（平成24年）3月17日：車内販売営業区間が名古屋駅 - 塩尻駅間に短縮される。
- 2013年（平成25年）3月16日：車内販売を廃止[21]。
- 2014年（平成26年）
  - 7月9日：大雨の影響で南木曽駅 - 十二兼駅間の橋りょうの橋桁が流出したため、全列車運休となる[22]。
  - 8月6日：坂下駅 - 野尻駅間の復旧に伴い運転再開。
- 2016年（平成28年）
  - 3月26日：大阪駅直通が廃止され、全列車が名古屋駅 - 長野駅間の運転になる[23]。在来線定期昼行特急列車最長距離の座は「にちりんシーガイア」に譲る。
- 2017年（平成29年）
  - 7月1日・8月26日・9月9日︰信州デスティネーションキャンペーンによる臨時列車として東西直通の臨時特急「木曽あずさ」号を新宿→南木曽間で運転。復路は翌日に運転。
  - 7月8日・7月9日・9月23日・9月24日：信州デスティネーションキャンペーンによる臨時列車として東西直通の臨時特急列車「諏訪しなの」号を名古屋-茅野間で運転。
- 2018年（平成30年）
  - 3月17日︰ダイヤ改正を機に、エル特急の呼称を廃止[24][25][26]。
  - 7月28日・7月29日・8月25日・8月26日：信州アフターディステネーションキャンペーンによる臨時列車として東西直通の臨時特急列車「木曽あずさ」号を新宿駅 - 南木曽駅間で運転[27]。
  - 9月8日・9月9日：信州アフターディステネーションキャンペーンによる臨時列車として東西直通の臨時特急列車「諏訪しなの」号を名古屋駅 - 小淵沢駅間で運転[27]。
- 2020年（令和2年）7月2日 - 3日：8・15・24号と「ホームライナー中津川」3号が初めて4＋4両編成で運行される。5・6号車は空車扱いであった[28]。
- 2022年（令和4年）3月12日：列車愛称（ワイドビュー）を廃止[29]。
- 2025年（令和7年）3月15日：長野駅 - 塩尻駅間でえきねっとによる「在来線チケットレス特急券サービス」を前述の特急「信州」とともに開始。また、これを記念して期間限定の割引サービスも行われた。これに伴い篠ノ井線特急料金回数券の提供は廃止[6]。